# Enzo Scifo
Pour les articles homonymes, voir Scifo.
Vincenzo Scifo dit Enzo Scifo (prononcé [ˈɛntso ʃˈʃiːfo]), né le 19 février 1966 à Haine-Saint-Paul (La Louvière) en Belgique, est un footballeur international belge reconverti entraîneur. Fils d'immigrés italiens, il est naturalisé belge en 1984.
Meneur de jeu talentueux, Enzo Scifo est considéré comme l'un des meilleurs joueurs belges de l'histoire du football. Doté de qualités physiques ordinaires (il mesure 1,79 m), il pouvait par contre compter sur des qualités techniques et une vision du jeu hors-normes, lui permettant de briller au poste de milieu de terrain axial. Élu soulier d'or (meilleur joueur belge) en 1984 et joueur belge de l'année en 1991, Enzo Scifo participe à quatre phases finales de la Coupe du monde (1986, 1990, 1994 et 1998), record national qu'il partage avec Franky Van der Elst et Marc Wilmots.

## Biographie

### Origines
Au début des années 1950, les deux grands-pères d'Enzo Scifo, Giuseppe et Vincenzo, originaires d'Aragona en Sicile (Italie), émigrent à Saint-Vaast en Belgique en vue de travailler dans les mines. Après avoir réuni suffisamment d'argent, ils font venir leurs familles respectives. Alfonsa et Agostino, les parents d'Enzo Scifo, arrivent ainsi en Belgique à l'âge de 17 ans. Ils se marient par la suite et donnent naissance à trois enfants : Angelina, Giuseppe et Vincenzo.

### Carrière de joueur
Il commence le football dans la rue de son quartier de La Louvière. À sept ans, il intègre le club local, la RAA Louviéroise. Remarqué pour son sens du jeu et sa maîtrise du ballon, Enzo Scifo est recruté en 1982 par le Royal Sporting Club d'Anderlecht, le club belge le plus titré (34 titres nationaux à ce jour), qui remporte cette année-là la Coupe UEFA 1982-1983.
Scifo a 17 ans lorsqu'il fait ses premiers pas en Division 1 belge, (la Jupiler Pro League actuelle) et en coupe d'Europe avec les Mauves. Scifo s'impose immédiatement comme titulaire au sein d'une équipe qui atteint de nouveau la finale de la coupe UEFA, perdue cette fois aux tirs au but face à Tottenham Hotspur. Quelques semaines plus tard, il fait ses débuts en équipe nationale belge face à la Hongrie. Il est élu meilleur joueur belge en fin de saison.
Les années suivantes, il confirme son grand talent. Champion de Belgique à trois reprises avec Anderlecht en 1985, 1986 et 1987, il mène les Diables Rouges en demi-finales de la Coupe du monde 1986, où ils sont éliminés par l'Argentine de Maradona, futur championne du monde. Scifo termine meilleur jeune joueur de la compétition.
Enzo Scifo est repéré par les plus grands clubs européens. Il choisit alors d'intégrer l'Inter Milan, où il ne rencontre pas le succès escompté. Il n'y reste qu'un an et rejoint les Girondins de Bordeaux en 1988. Ses premiers matches sous le maillot des Girondins sont brillants, mais des blessures à répétition et des problèmes relationnels avec les cadres de l'équipe contrarient ses prestations. Le meneur de jeu décide de rejoindre l'AJ Auxerre. Guy Roux, l'entraîneur du club, le prend alors sous son aile, lui permettant de remonter à la surface, alors qu'il traverse une période sombre. Il réalise deux saisons performantes avec l'A.J.A., qui atteint les quarts de finale de la Coupe UEFA en 1990 et termine la saison 1990-1991 à la troisième place, égalant le meilleur classement de son histoire à l'époque. Il sera à cette époque désigné meilleur joueur étranger du championnat de France. Entretemps, il dispute la coupe du monde de 1990 avec les Diables rouges, qui sont éliminés par l'Angleterre en huitième de finale, le seul but du match étant inscrit par les Anglais à une minute de la séance des tirs au but. Il sera repris dans l'équipe type du Mundiale.
Après ces deux saisons remarquées, Scifo décide de retourner en Italie, sous les couleurs du Torino, club de Turin, où il joue de 1991 à 1993. Pour sa première saison, le club termine à la troisième place du championnat et atteint la finale de la coupe UEFA, perdue face à l'Ajax Amsterdam, du fait des buts marqués à l'extérieur (2-2; 0-0). Lors de la deuxième saison, le Torino remporte la coupe d'Italie, mais termine la saison à une décevante neuvième place.
En 1993, Il dépose ses valises à l'AS Monaco. La première saison voit le club atteindre les demi-finales de la Ligue des champions, où il est éliminé logiquement par le Milan AC, mais terminer à une décevante neuvième place en championnat. Scifo participe cet été à sa troisième coupe du monde, où les Belges sont de nouveau éliminés en huitième de finale, par les Allemands cette fois (3-2). La saison suivante, handicapé par les blessures, Scifo ne joue que 13 matchs. Les deux saisons suivantes voient les Monégasques obtenir de bien meilleurs résultats, et remporter finalement le titre de champion de France en 1997.
Diminué par les blessures à répétition, Enzo Scifo retrouve alors la Belgique et le club qui l'a révélé, douze ans plus tôt, Anderlecht. En 1998, à 32 ans, il dispute sa quatrième Coupe du monde avec la Belgique, dont l'équipe vieillissante est éliminée au premier tour. Il termine sa carrière internationale à l'issue de la compétition, sur un total de 84 sélections et 18 buts en équipe de Belgique. Un conflit naîtra d'ailleurs entre lui et le sélectionneur Georges Leekens, à la suite du dernier match face à la Corée du Sud : alors qu'il est le meilleur joueur sur la pelouse et qu'une victoire est nécessaire aux Diables Rouges pour espérer accrocher la deuxième place du groupe, Leekens décide de le sortir au profit du très âgé milieu de terrain défensif Franky Van der Elst (37 ans). Plus que Scifo, c'est la Belgique tout entière qui s'est étonnée de ce changement incompréhensible. Scifo en gardera un souvenir très amer et ne sera plus appelé en équipe nationale à la suite de ce match.
En 2000, Anderlecht est champion de Belgique. Blessé à la clavicule, Scifo, 34 ans, rejoint alors le Sporting de Charleroi, où une nouvelle blessure au genou le contraint à mettre fin à sa carrière de joueur.

### Carrière d'entraîneur

#### Sporting de Charleroi
Après sept clubs et 18 saisons, Enzo Scifo raccroche les crampons sans réellement quitter les pelouses puisqu’il devient entraîneur du Sporting de Charleroi le 29 novembre 2000 en remplacement de Manu Ferrera.
Il finira la saison 2000-2001 à la 9e place.
Confirmé dans ses fonctions d'entraineur pour la saison 2001-2002, il mènera les Zèbres  
à la 12e place à la fin du championnat.
A la fin de la saison, la direction du club carolo annonce qu'Enzo Scifo ne sera pas reconduit dans ses fonctions d'entraineur.

#### AFC Tubize
Après cette première expérience d'entraineur, Enzo Scifo arrive en décembre 2004 à Tubize, en Division 2 belge, comme entraineur et directeur sportif. L'expérience dure un peu plus d'un an; en janvier 2006, Enzo démissionne de ses fonctions d'entraineur à la suite d'une succession de mauvais résultats, afin « de mieux se concentrer sur [ses] tâches de directeur sportif ».

#### Royal Excelsior Mouscron
Fin 2007, Scifo reprend du service en tant qu'entraineur à l'Excelsior de Mouscron, où les dirigeants ont décidé de limoger l'entraineur Marc Brys. Ses débuts sont difficiles : les Hurlus ne prennent que deux points sur 18 possibles… avant de redresser la tête, de sorte que Scifo est finalement confirmé à l'Excelsior. À la fin de la saison 2008-2009, le club termine 11e du championnat. En accord avec les dirigeants, Scifo décide de renoncer.

#### RAEC Mons
En février 2012, Scifo s'engage au RAEC Mons en tant qu'entraineur, succédant ainsi à Dennis Van Wijk.
En février 2013, Scifo annonce la prolongation de son contrat au RAEC Mons pour 2 années supplémentaires (juin 2015). Il permet au club montois, lors de la saison 2013-2014, d'atteindre la 7e place, ce qui en fait le meilleur classement pour le RAEC Mons.
La saison 2014-2015 démarre tres mal et Scifo est limogé du RAEC Mons le lundi 23 septembre 2013 à la suite des mauvais résultats de l'équipe (2 points sur 24).

#### Équipe nationale espoirs belge
Le 4 août 2015, Enzo Scifo est nommé comme nouveau sélectionneur des Espoirs belges en remplacement de Johan Walem.
Il démissionne de son poste en juin 2016.

#### Royal Excel Mouscron
Le 22 juin 2021, Enzo Scifo retrouve un emploi en tant qu'entraîneur principal en signant dans le club du Royal Excel Mouscron, en D1B, pour la saison 2021-2022.
Il y a signé un contrat portant sur 2 saisons (+ 1 saison en option) et aura pour 1ere mission de remonter le club en D1A.
À la suite d’un match amical (défaite 1-0 face au KFC Mandel United) tendu avec les supporters durant la trêve internationale ainsi qu’au mauvais début de saison (2 points sur 21 et aucune victoire en championnat), il est licencié le jeudi 14 octobre 2021.

#### Fin de la carrière d'entraîneur
Le 30 octobre 2021, 2 semaines après son éviction au Royal Excel Mouscron, Enzo Scifo annonce qu'il arrête sa carrière d'entraîneur de manière définitive, précisant qu'il ne peut plus mentalement s'adapter au métier.

## Statistiques

### Statistiques de joueur

#### En club
| Saison                | Club                  | Championnat           | Championnat | Championnat | Coupe nationale | Coupe nationale | Coupe de la Ligue | Coupe de la Ligue | Supercoupe | Supercoupe | Compétition(s) continentale(s) | Compétition(s) continentale(s) | Compétition(s) continentale(s) | Autres compétitions | Autres compétitions | Autres compétitions | Belgique | Belgique | Total | Total |
| Saison                | Club                  | Division              | M.          | B.          | M.              | B.              | M.                | B.                | M.         | B.         | Comp.                          | M.                             | B.                             | Comp.               | M.                  | B.                  | M.       | B.       | M.    | B.    |
| 1983-1984             | RSC Anderlecht        | Division 1            | 23          | 5           | 2               | 0               | -                 | -                 | -          | -          | C3                             | 8                              | 1                              | -                   | -                   | -                   | 4        | 0        | 37    | 6     |
| 1984-1985             | RSC Anderlecht        | Division 1            | 33          | 14          | 6               | 2               | -                 | -                 | -          | -          | C3                             | 6                              | 1                              | -                   | -                   | -                   | 6        | 2        | 51    | 19    |
| 1985-1986             | RSC Anderlecht        | Division 1            | 29          | 5           | 1               | 0               | -                 | -                 | -          | -          | C1                             | 5                              | 2                              | TM                  | 2                   | 0                   | 10       | 2        | 47    | 9     |
| 1986-1987             | RSC Anderlecht        | Division 1            | 33          | 8           | 6               | 0               | -                 | -                 | 1          | 0          | C1                             | 5                              | 1                              | -                   | -                   | -                   | 6        | 1        | 51    | 10    |
| Sous-total            | Sous-total            | Sous-total            | 118         | 32          | 15              | 2               | -                 | -                 | 1          | 0          | -                              | 24                             | 5                              | -                   | 2                   | 0                   | 26       | 5        | 186   | 44    |
| 1987-1988             | Inter Milan           | Serie A               | 28          | 4           | 10              | 0               | -                 | -                 | -          | -          | C3                             | 6                              | 1                              | -                   | -                   | -                   | 2        | 0        | 46    | 5     |
| 1988-1989             | Girondins de Bordeaux | Division 1            | 24          | 7           | -               | -               | -                 | -                 | -          | -          | C3                             | 6                              | 1                              | -                   | -                   | -                   | 6        | 0        | 36    | 8     |
| Sous-total            | Sous-total            | Sous-total            | 52          | 11          | 10              | 0               | -                 | -                 | -          | -          | -                              | 12                             | 2                              | -                   | -                   | -                   | 8        | 0        | 82    | 13    |
| 1989-1990             | AJ Auxerre            | Division 1            | 33          | 11          | 2               | 0               | -                 | -                 | -          | -          | C3                             | 9                              | 5                              | -                   | -                   | -                   | 9        | 2        | 53    | 18    |
| 1990-1991             | AJ Auxerre            | Division 1            | 34          | 14          | 3               | 0               | -                 | -                 | -          | -          | -                              | -                              | -                              | -                   | -                   | -                   | 5        | 1        | 42    | 15    |
| Sous-total            | Sous-total            | Sous-total            | 67          | 25          | 5               | 0               | -                 | -                 | -          | -          | -                              | 9                              | 5                              | -                   | -                   | -                   | 14       | 3        | 95    | 33    |
| 1991-1992             | Torino FC             | Serie A               | 30          | 9           | 5               | 0               | -                 | -                 | -          | -          | C3                             | 11                             | 2                              | -                   | -                   | -                   | 6        | 3        | 52    | 14    |
| 1992-1993             | Torino FC             | Serie A               | 32          | 7           | 6               | 2               | -                 | -                 | -          | -          | C3                             | 4                              | 0                              | -                   | -                   | -                   | 6        | 3        | 48    | 12    |
| Sous-total            | Sous-total            | Sous-total            | 62          | 16          | 11              | 2               | -                 | -                 | -          | -          | -                              | 15                             | 2                              | -                   | -                   | -                   | 12       | 6        | 100   | 26    |
| 1993-1994             | AS Monaco             | Division 1            | 31          | 6           | 2               | 0               | -                 | -                 | -          | -          | C1                             | 11                             | 2                              | -                   | -                   | -                   | 8        | 1        | 52    | 9     |
| 1994-1995             | AS Monaco             | Division 1            | 11          | 2           | -               | -               | 2                 | 1                 | -          | -          | -                              | -                              | -                              | -                   | -                   | -                   | 1        | 2        | 14    | 5     |
| 1995-1996             | AS Monaco             | Division 1            | 34          | 7           | 3               | 3               | 3                 | 0                 | -          | -          | C3                             | 2                              | 0                              | -                   | -                   | -                   | 5        | 0        | 47    | 10    |
| 1996-1997             | AS Monaco             | Division 1            | 15          | 5           | 1               | 0               | 2                 | 0                 | -          | -          | C3                             | 5                              | 0                              | -                   | -                   | -                   | 4        | 0        | 27    | 5     |
| Sous-total            | Sous-total            | Sous-total            | 91          | 20          | 6               | 3               | 7                 | 1                 | -          | -          | -                              | 18                             | 2                              | -                   | -                   | -                   | 18       | 3        | 140   | 29    |
| 1997-1998             | RSC Anderlecht        | Division 1            | 30          | 4           | 2               | 1               | -                 | -                 | -          | -          | C3                             | 5                              | 1                              | -                   | -                   | -                   | 6        | 1        | 43    | 7     |
| 1998-1999             | RSC Anderlecht        | Division 1            | 27          | 8           | 1               | 1               | 2                 | 0                 | -          | -          | C3                             | 3                              | 0                              | -                   | -                   | -                   | -        | -        | 33    | 9     |
| 1999-2000             | RSC Anderlecht        | Division 1            | 20          | 2           | 1               | 0               | 2                 | 1                 | -          | -          | C3                             | 1                              | 0                              | -                   | -                   | -                   | -        | -        | 24    | 3     |
| Sous-total            | Sous-total            | Sous-total            | 77          | 14          | 4               | 2               | 4                 | 1                 | -          | -          | -                              | 9                              | 1                              | -                   | -                   | -                   | 6        | 1        | 100   | 19    |
| 2000-2001             | Charleroi SC          | Division 1            | 12          | 3           | 1               | 0               | -                 | -                 | -          | -          | -                              | -                              | -                              | -                   | -                   | -                   | -        | -        | 13    | 3     |
| Total sur la carrière | Total sur la carrière | Total sur la carrière | 479         | 121         | 52              | 9               | 11                | 2                 | 1          | 0          | -                              | 87                             | 17                             | -                   | 2                   | 0                   | 84       | 18       | 716   | 167   |

#### Buts en sélections
| Buts en sélections de Enzo Scifo | Buts en sélections de Enzo Scifo | Buts en sélections de Enzo Scifo        | Buts en sélections de Enzo Scifo | Buts en sélections de Enzo Scifo | Buts en sélections de Enzo Scifo | Buts en sélections de Enzo Scifo        |
| #                                | Date                             | Lieu                                    | Adversaire                       | Score                            | Résultats                        | Compétitions                            |
| -------------------------------- | -------------------------------- | --------------------------------------- | -------------------------------- | -------------------------------- | -------------------------------- | --------------------------------------- |
| 1                                | 17 octobre 1984                  | Stade Roi Baudouin, Bruxelles           | Albanie                          | 2-1                              | 3-1                              | Éliminatoires de la Coupe du monde 1986 |
| 2                                | 27 mars 1985                     | Stade Roi Baudouin, Bruxelles           | Grèce                            | 2-0                              | 2-0                              | Éliminatoires de la Coupe du monde 1986 |
| 3                                | 8 juin 1986                      | Estadio Nemesio Díez, Toluca            | Irak                             | 1-0                              | 2-1                              | Coupe du monde 1986                     |
| 4                                | 15 juin 1986                     | Estadio Nou Camp, León                  | Russie                           | 1-1                              | 4-3 a.p.                         | Coupe du monde 1986                     |
| 5                                | 10 septembre 1986                | Stade Roi Baudouin, Bruxelles           | République d'Irlande             | 2-1                              | 2-2                              | Éliminatoires Euro 1988                 |
| 6                                | 26 mai 1990                      | Stade Roi Baudouin, Bruxelles           | Roumanie                         | 1-0                              | 2-2                              | Match amical                            |
| 7                                | 17 juin 1990                     | Stade Marcantonio-Bentegodi, Vérone     | Uruguay                          | 2-0                              | 3-1                              | Coupe du monde 1990                     |
| 8                                | 27 février 1991                  | Stade Constant Vanden Stock, Anderlecht | Luxembourg                       | 3-0                              | 3-0                              | Éliminatoires Euro 1992                 |
| 9                                | 11 septembre 1991                | Stade Josy Barthel, Luxembourg          | Luxembourg                       | 1-0                              | 2-0                              | Éliminatoires Euro 1992                 |
| 10                               | 9 octobre 1991                   | Stadion Sóstói, Székesfehérvár          | Hongrie                          | 2-0                              | 2-0                              | Match amical                            |
| 11                               | 25 mars 1992                     | Parc des Princes, Paris                 | France                           | 2-1                              | 3-3                              | Match amical                            |
| 12                               | 13 février 1993                  | Stade Makarios, Nicosie                 | Chypre                           | 1-0                              | 3-0                              | Éliminatoires de la Coupe du monde 1994 |
| 13                               | 13 février 1993                  | Stade Makarios, Nicosie                 | Chypre                           | 2-0                              | 3-0                              | Éliminatoires de la Coupe du monde 1994 |
| 14                               | 22 mai 1993                      | Stade Constant Vanden Stock, Anderlecht | Îles Féroé                       | 2-0                              | 3-0                              | Éliminatoires de la Coupe du monde 1994 |
| 15                               | 13 octobre 1993                  | Stade Steaua, Bucarest                  | Roumanie                         | 1-2                              | 1-2                              | Éliminatoires de la Coupe du monde 1994 |
| 16                               | 7 juin 1995                      | Philip II Arena, Skopje                 | Macédoine du Nord                | 2-0                              | 5-0                              | Éliminatoires Euro 1996                 |
| 17                               | 7 juin 1995                      | Philip II Arena, Skopje                 | Macédoine du Nord                | 5-0                              | 5-0                              | Éliminatoires Euro 1996                 |
| 18                               | 6 juin 1998                      | Stade Roi Baudouin, Bruxelles           | Paraguay                         | 1-0                              | 1-0                              | Match amical                            |

## Palmarès

### En club
- Champion de Belgique en 1985, 1986, 1987 et en 2000 avec le RSC Anderlecht
- Champion de France en 1997 avec l'AS Monaco
- Vainqueur de la Coupe d'Italie en 1993 avec le Torino FC
- Vainqueur de la Coupe de la Ligue Pro en 2000 avec le RSC Anderlecht
- Vainqueur de la Supercoupe de Belgique en 1985 avec le RSC Anderlecht
- Finaliste de la Coupe de l'UEFA en 1984 avec le RSC Anderlecht et en 1992 avec le Torino FC
- Finaliste de la Coupe de la Ligue Pro en 1986 avec le RSC Anderlecht
- Finaliste de la Supercoupe de Belgique en 1986 avec le RSC Anderlecht

### Distinctions individuelles
- Élu Soulier d'Or belge en 1984 par Het Laatste Nieuws[20].
- Élu meilleur jeune joueur de la Coupe du Monde en 1986[21].
- FIFA World Cup All-Star Team de la Coupe du monde 1990.
- La Gazzetta dello Sport + Associated Press World Cup All-Star Team: 1990.
- Élu meilleur joueur étranger de Division 1 en 1990 par France Football.
- Élu meilleur footballeur belge de l'année en 1991.
- Élu 6e au Ballon d'Or en 1990.
- Élu 10e au Ballon d'Or en 1992.
- Élu 12e au Ballon d'Or en 1984.
- Élu 17e au Ballon d'Or en 1993.
- Élu 10e meilleur footballeur de l'année FIFA en 1991.
- Platina 11 (la meilleure équipe en 50 ans de gagnants du soulier d'or): 2003[22].
- Élu dans l'équipe RBFA 125 ans d’icônes: 2020[23].
- IFFHS La meilleure équipe belge de tous les temps en 2021[24]

## Citations
En 2002, il déclare au quotidien La Libre Belgique : 

« Si l'Italie est pour moi le plus beau pays du monde, je suis fier d'être belge et s'il y a quelque chose que je n'ai jamais regretté depuis mes 18 ans, c'est bien ma naturalisation. »